# 1990 (álbum de Olé Olé)
1990 es el sexto álbum de estudio del grupo español Olé Olé y el cuarto y último álbum que Marta Sánchez grabó con dicho grupo. Fue publicado en 1990 bajo el sello discográfico Hispavox.

## Historia
A principios de los años 90 Olé Olé era reconocido como uno de los grupos más exitosos en España y Latinoamérica. Superaron todas sus expectativas con su álbum 1990. Para este disco viajaron a Estados Unidos a grabar bajo la producción de Jorge Álvarez (su productor habitual) y de Nile Rodgers, reconocido productor americano que había trabajado con cantantes como David Bowie (álbum Let's Dance) y Madonna (álbum Like a Virgin). Nile Rodgers compuso y produjo para Olé Olé dos temas: Te daré todo y Soldados del amor.
Soldados del amor se convirtió en el primer sencillo del nuevo disco y alcanzó un gran éxito en el verano de 1990. La presentación se llevó a cabo en el programa de Concha Velasco “Viva El Espectáculo”, donde Marta interpretó los tres primeros singles del álbum, Soldados del amor, Con solo una mirada y, ante una emocionada y agradecida Concha Velasco, La chica yeyé. El cuarto sencillo fue Te daré todo, que se lanzó a principios de 1991. 
Con éste éxito el grupo realizó una gira de conciertos tanto en el verano de 1990 como en 1991. Posteriormente se grabó una versión en inglés de 1990, con 5 temas en ese idioma, aunque no se llegó a promocionar.

### El concierto en el Golfo Pérsico
A finales de 1990, Olé Olé es elegido para actuar ante las tropas españolas destacadas en la Guerra del Golfo Pérsico. Marta Sánchez interpretó varias canciones y animó a los soldados. Este concierto, celebrado sobre la fragata Numancia en Abu Dhabi (Emiratos Árabes Unidos) la tarde de Nochebuena, no pudo ser retransmitido finalmente en directo por problemas técnicos. Sin embargo, TVE emitió un amplio resumen del mismo la tarde del día de Navidad en La 1.
Olé Olé también actuó en el puerto de Safaga (Egipto) el 26 de diciembre de 1990 frente a otro contingente militar español. Este concierto no fue retransmitido por la televisión pública y apenas se difundió la noticia en los medios de comunicación.
1990 fue un éxito de ventas superando las 250.000 copias y convirtiéndose así en el disco más vendido y exitoso de Olé Olé. Consiguió estar varias semanas entre los 5 discos más vendidos.
De este modo a finales de 1991, "el fenómeno Marta Sánchez" se había escuchado en todo el mundo y la cantante decidió emprender su carrera en solitario. De nuevo, y tras 6 exitosos discos, Olé Olé se quedaba sin cantante.

## Lista de canciones
| # | Título                | Compositor(es)                    | Duración |
| - | --------------------- | --------------------------------- | -------- |
| 1 | Soldados del amor     | Nile Rodgers / Andrés Levin       | 5:58     |
| 2 | Te daré todo          | Nile Rodgers / Andrés Levin       | 3:28     |
| 3 | Canción para mi padre | Gustavo Montesano / Marta Sánchez | 4:19     |
| 4 | Puerta de emergencia  | Marcelo Montesano                 | 4:25     |
| 5 | Él está muy bien      | Gustavo Montesano / Marta Sánchez | 4:46     |
| 6 | No resistas           | Gustavo Montesano                 | 3:38     |
| 7 | Con solo una mirada   | Gustavo Montesano                 | 4:10     |
| 8 | Déjame imaginar       | Gustavo Montesano                 | 5:09     |
| 9 | La chica yeyé         | Guijarro / Augusto Algueró        | 2:31     |

### Olé Olé (Versión en inglés de1990)
| #  | Título                                           | Compositor(es)                        | Duración |
| -- | ------------------------------------------------ | ------------------------------------- | -------- |
| 1  | Love Crusaders (Soldados Del Amor)               | Nile Rodgers                          | 3:18     |
| 2  | How Can I Believe You (Con Sólo Una Mirada)      | Nile Rodgers                          | 4:10     |
| 3  | Take Me Where You Want Me (Puerta De Emergencia) | Marcelo Montesano / Gustavo Montesano | 4:25     |
| 4  | Canción para mi padre                            | Gustavo Montesano / Marta Sánchez     | 4:19     |
| 5  | My Love Is All I’ve Got (Te Daré Todo)           | Marcelo Montesano                     | 3:28     |
| 6  | Él está muy bien                                 | Gustavo Montesano / Marta Sánchez     | 4:47     |
| 7  | No resistas                                      | Marcelo Montesano / Gustavo Montesano | 3:38     |
| 8  | Now You’re Gone (Déjame Imaginar)                | Gustavo Montesano / Jorge Álvarez     | 5:09     |
| 9  | Soldados del amor                                | Nile Rodgers / Andrés Levin           | 4:25     |
| 10 | Te daré todo                                     | Nile Rodgers / Andrés Levin           | 3:28     |
| 11 | Con solo una mirada                              | Gustavo Montesano                     | 4:10     |